# Jega

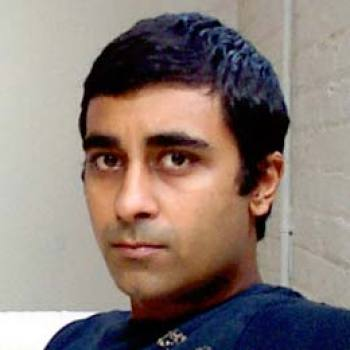
Dylan Nathan

Dylan Nathan, bekannt unter seinem Pseudonym Jega, ist ein in Manchester lebender Künstler für elektronische Musik. Jega veröffentlichte unter anderem auf den Plattenlabels Planet Mu, Matador Records und Skam Records.

## Karriere
Jega veröffentlichte seine erste EP 1996 in Manchester bei Skam. Seine erste LP, Spectrum, war die erste Veröffentlichung auf Mike Paradinas/µ-Ziqs Label Planet Mu. Paradinas und Jega studierten 1991–1994 gemeinsam Architektur in London auf demselben Campus wie Aphex Twin. Das Album Spectrum ist eine Mischung aus Breakbeat und IDM, der damals aus London kam.
Sein zweites Album, Geometry, spiegelt seine elektronischen Wurzeln wider, vermeidet Samples und wagt sich mehr in die Synthese.
Jegas Musik wurde von Thom Yorke als Einfluss für Radioheads 2000er Album Kid A genannt. Sowohl das Album Spectrum als auch das Album Geometry wurden später an Matador Records zur Veröffentlichung in Nordamerika lizenziert, was zu ausgedehnten Tourneen durch die Vereinigten Staaten führte. Obwohl er nur sechs Kopien anfertigte, wurde 2004 eine Demo des Albums Variance ins Internet gestellt, was dazu führte, dass er die Veröffentlichung verschob. Das Doppelalbum Variance wurde 2009 auf Planet Mu Records als Variance - Volumes1 und Variance - Volumes2 veröffentlicht.
Jega tourte 1997 mit Autechre.

## Diskografie
EPs
- SKA006 (1996, Skam)
- SKA009 (1997, Skam)
- Type Xer0 (1998, Planet Mu)

Albums
- Spectrum (1998, Planet Mu)
- Geometry (2000, Planet Mu)
- Variance (2009, Planet Mu)
- 1995 (2016, Skam Records)